# Clathria crassa
Clathria crassa är en svampdjursart som först beskrevs av Lendenfeld 1887.  Clathria crassa ingår i släktet Clathria och familjen Microcionidae. Inga underarter finns listade i Catalogue of Life.